# Кшемендра
Кшеме́ндра (*990 — 1070) — середньовічний індійський поет та письменник, який складав твори санскритом.

## Життя та творчість
Походив з родини науковців та літераторів. Народився у Кашмірі, де провів усе своє життя.
Був одним з найталановитіших майстрів слова. Творив у багатьох родах літератури, найяскравіше проявив себе в сатирі. У поемі «Самаяматріка» («Матінка-наставниця») героїня — куртизанка Канкалі — поневіряється Кашміром в різній подобі — черниці, вдови, злодійки, звідниці, торговки, жебрачки, продавчині квітів, фокусниці й навіть святої. Її викривальні й повчальні вислови й складають основний зміст поеми.
З інших творів Кшемендри близькою за духом до «Самаяматріки» є поема «Калавіласа» («Насолода мистецтвом»). У ній прославлений в індійському фольклорі шахрай Муладева наставляє свого учня Чандрагупту, сина купця, в мистецтві шахрайства, у витівках знахарів, купців, ювелірів, співаків, акторів, аскетів і т. д. Ціла глава присвячується переписувачам-каястхам, які займають високі пости в феодально-бюрократичної ієрархії.
Кшемендра продовжив свою галерею сатиричних образів, почерпнутих з індійської дійсності, в поемах «Дешопадеша» («Настанови») і «Нармамала» («Вінок жартів»). В останній висміюються і феодальна бюрократія, і буддійські ченці, і індуські проповідники-шіваїсти.
Також у доробку є скорочені варіанти епосів «Рамаяни» — «Рамаянаманджарі»; «Махабхарати» — «Бхаратманджарі»; «Бріхаткатха» — «Бріхаткатхаманджарі».
Є автором збірок віршів «Очітьявічара Чарча», «Кавікантхабхарана», «Сувріттатілака».
Складав також твори на релігійну тему: «Аваданакалпалата» (про життя та діяльність Будди), «Дасаватарачаріта» (про 10 втілень Вішну).